# 딘 폴 마틴
딘 폴 마틴(Dean Paul Martin, 본명: 딘 마틴 주니어, 본명 영어: Dean Martin, Jr., 1951년 11월 17일 ~ 1987년 3월 21일)은 미국의 군인, 테니스 선수, 가수, 작사가, 영화배우이며 예비역 미국 공군 대위이다. 1987년 훈련 임무 수행을 위해 화기관제사 라몬 오르티즈와 함께  F-4 팬텀에 탑승한 채 마치 공군기지를 이륙했는데 기체가 눈보라 속에서 샌버너디노 산맥에 추락해 이 사고로 조종사 두 명 모두 사망했다.

## 가족 및 친척 관계와 이력
그는 가수 겸 희극영화배우 딘 마틴의 둘째아들이며 싱어송라이터 칼 윌슨의 손윗처남이기도 한 그는 영화배우 올리비아 핫세와 결혼하였다가 1남을 얻은 후 이혼하였고 이후 스케이트 선수 도러시 해밀과 재혼을 하였으나 또 이혼한 적이 있다.

## 생애

### 주요 경력
- 1962년 테니스 선수로 첫 입문.
- 1963년 테니스 선수 은퇴.
- 1964년 남성 보컬 음악 그룹 "Dino, Desi & Billy"의 보컬리스트 겸 베이스 기타리스트로 가수 데뷔.
- 1969년 미국 영화 《A boy... a girl》의 주연으로 영화배우 데뷔.
- 1970년 미국 육군 소위 임관.
- 1971년 베트남 전쟁 참전(1971년 1월에서 같은 해 1971년 3월까지 2개월 참전).
- 1972년 미국 육군 중위 진급.
- 1974년 미국 육군 대위 진급.
- 1975년 미국 육군 대위 예편.
- 1979년 미국 영화 《Players》에 주연.
- 1981년 미국 캘리포니아 주방위군 공군 장교 임관.
- 1983년 미국 영화 《Heart like a wheel》에 조연.
- 1985년 미국 드라마 《Misfits of science》에 주연.
- 1987년 미국 영화 《Made in U.S.A.》에 단역.
- 1987년 캐나다·미국 합작 영화 《Backfire》에 조연.
- 1987년 3월 21일 F-4 팬텀기로 미국 캘리포니아 마치 공군 기지 출격 후 눈보라 속의 샌 버너디노 산에서 추락 사고로 사망.

## 같이 보기
- 데지 아너즈
- 데지 아너즈 주니어
- 빌리 하인시
- 칼 윌슨
- 레너드 바